# Domaine provincial de Chevetogne
 (avril 2025).
 (avril 2025).
Le domaine provincial de Chevetogne est un grand parc de loisirs belge centré sur les activités naturelles situé à Chevetogne. Il propose – entre autres – des activités sportives, des plaines de jeux, un mini-golf, des serres, un train panoramique, des emplacements pique-nique, un centre d'expositions, une petite ferme dans un cadre naturel de 550 hectares.

## Histoire
Le château du domaine est construit par l’architecte Henri Beyaert en 1863 ou en 1868 pour le baron Jacques de Wykerslooth de Royesteyn. 
Valéry Cousin est le dernier propriétaire privé. En 1969, au décès de celui-ci, la Province de Namur rachète le domaine pour l’ouvrir au tourisme.

## Le domaine

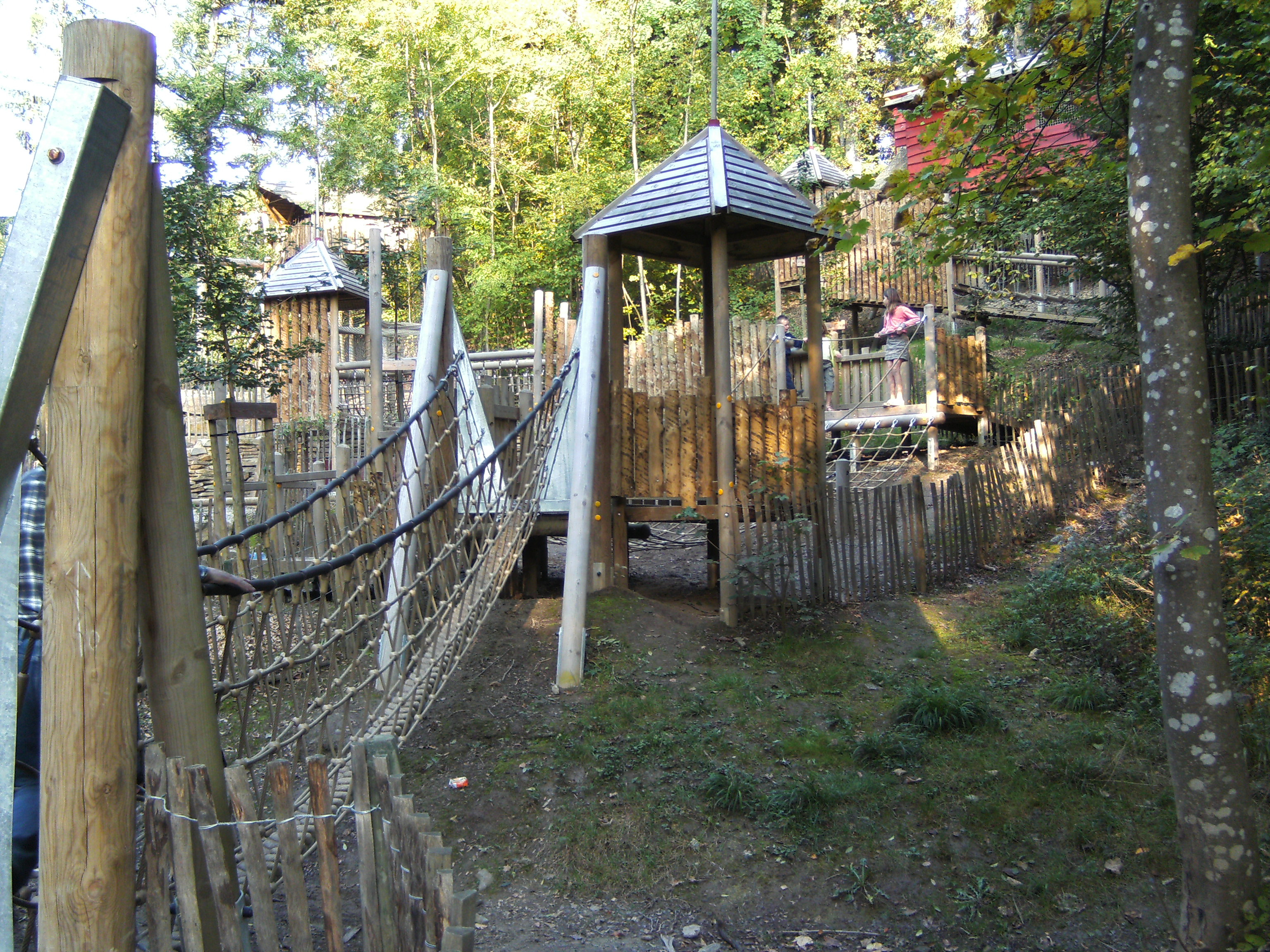
Le pays des cabanes

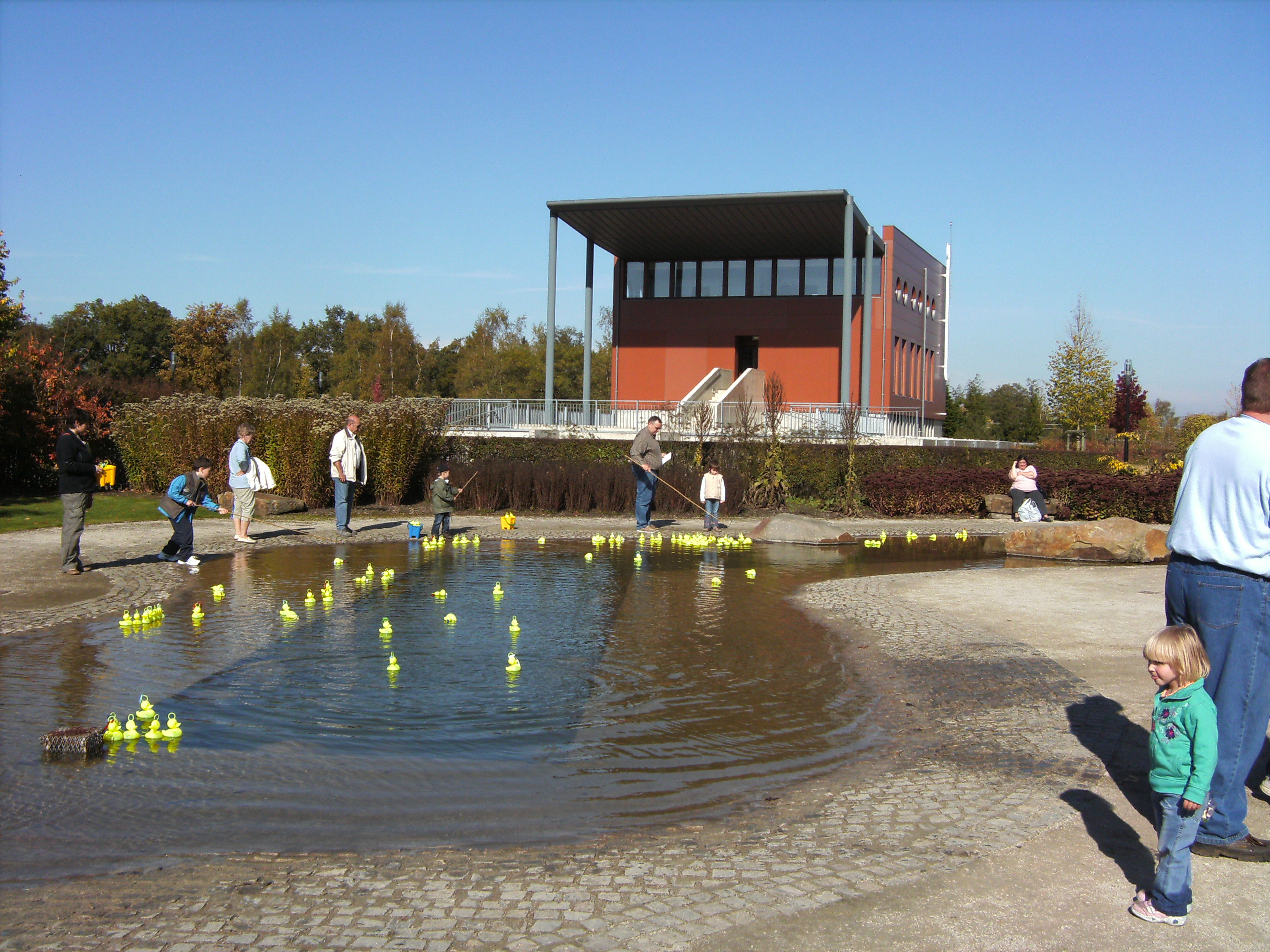
Le NEM

Il accueille 500 000 visiteurs annuellement.

### Nature
Douze jardins sont disséminés à travers le domaine. Chacun de ces jardins propose un thème différent et est dessiné par l’architecte Benoît Fondu et réalisé par l’équipe horticole du domaine. Le Boterham est un belvédère d’observation construit au bord d'un lac, dans la forêt. Le domaine possède également de nombreux sentiers, dont certains ont reçu un sujet défini tel le sentier Martine. Cet itinéraire retrace les aventures de Martine, l'héroïne de Marcel Marlier. Le sentier ornithologique fait se côtoyer promeneur et oiseaux à travers différents biotopes. Cette balade est illustrée par l'artiste Pierre Englebert. De plus, des visites guidées des jardins sont organisées.
Le domaine est un lieu régulier de tournage pour le magazine télévisé de jardinage Jardins et Loisirs de la RTBF, il est diffusé sur La Une, La Trois, TV5 Monde, Vivolta et anciennement sur Maison+.

### Parc animalier
À côté des animaux indigènes hébergés au sein du domaine provincial de Chevetogne tels des chevreuils, des sangliers, des renards, des cerfs, certains font partie de la ferme des petits : lièvres, lapins, pigeons, cailles, poules naines, poneys, paons, moutons, chèvres. Les enfants participent au nourrissage des sangliers ainsi que les petits animaux de la ferme des petits.

### Activités ludiques et sportives
Le domaine dispose de onze plaines de jeux différentes les unes des autres selon leur décoration et leur public cible. Il existe neuf terrains de tennis, un terrain de football, un terrain de mini-foot, trois terrains de basket ainsi qu'un mini-stade. Le mini-golf, les barques, les canoës indiens, le train panoramique et le centre équestre complètent l'offre.
Jusqu'en 2012, la zone de piscines en plein air contenait 2 606 m3 d’eau. Grâce aux panneaux thermiques, l'eau est alors maintenue entre 20 °C et 25 °C. La zone de piscines en plein air est rénovée en 2012. La pataugeoire est alors remplacée par une nouvelle installation de 400 m3 chauffée par des pompes à chaleur de 180 KW.

### Nature Extraordinary Museum
Le NEM (Nature Extraordinary Museum) est un centre d’interprétation de la nature. Autour de l'imaginaire, il abrite une sirène des mers du Sud, des grimoires, un cabinet de grenouilles, un minotaure empaillé, un jardin japonais, une pharmacie de sorcière, des centaines de livres, etc.

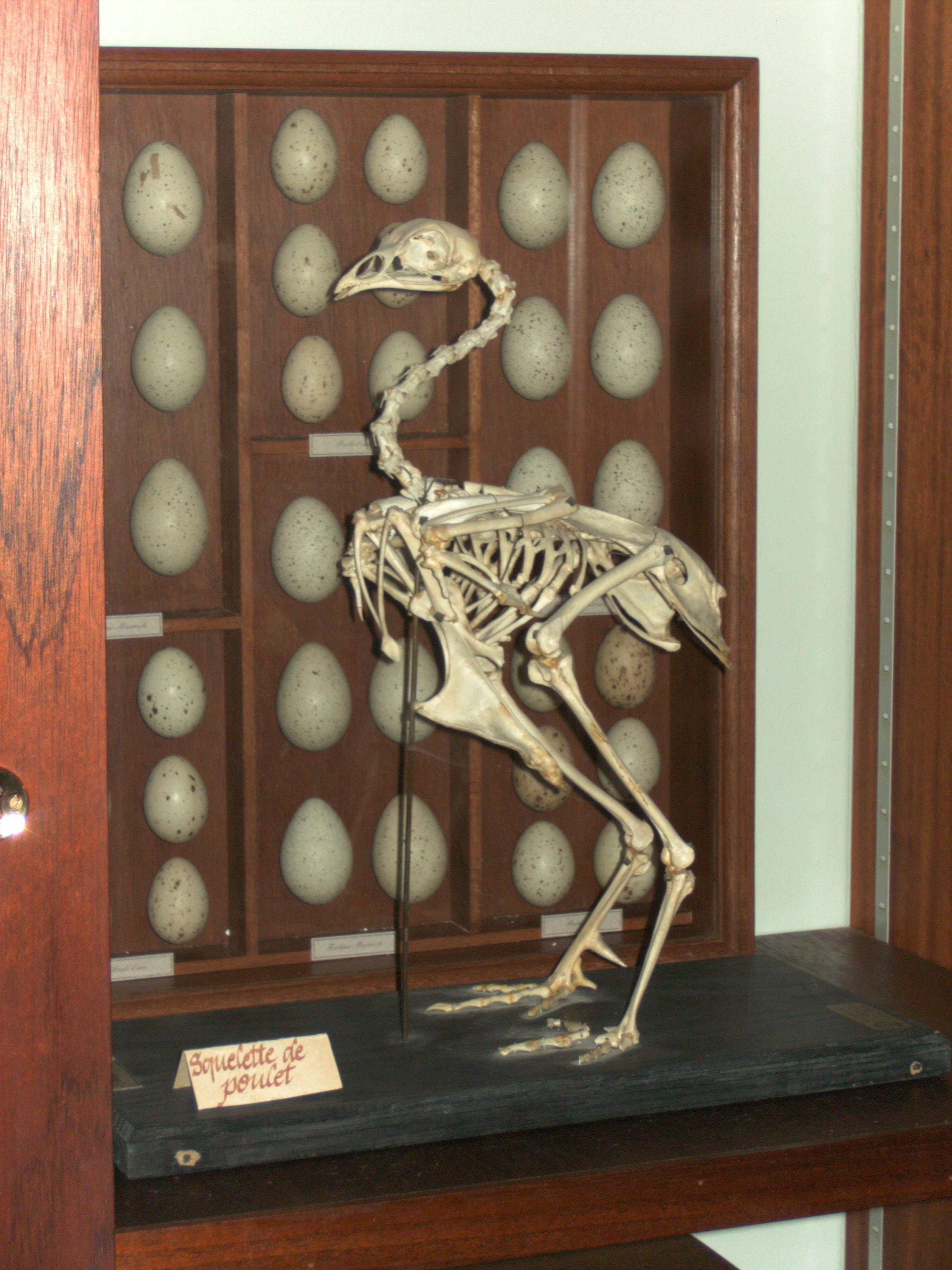
Le cabinet des curiosités.
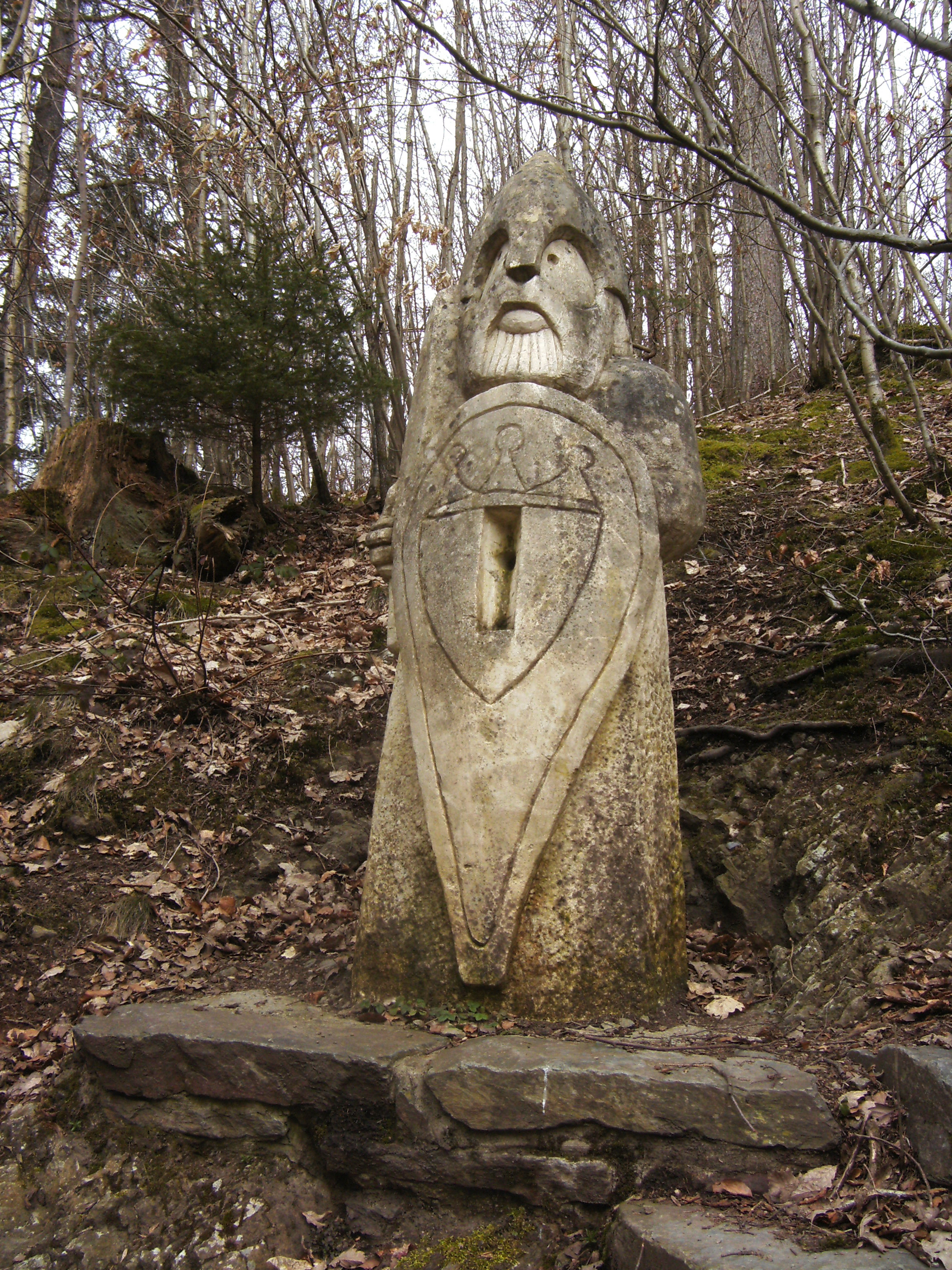
Vers le cheval Bayard.
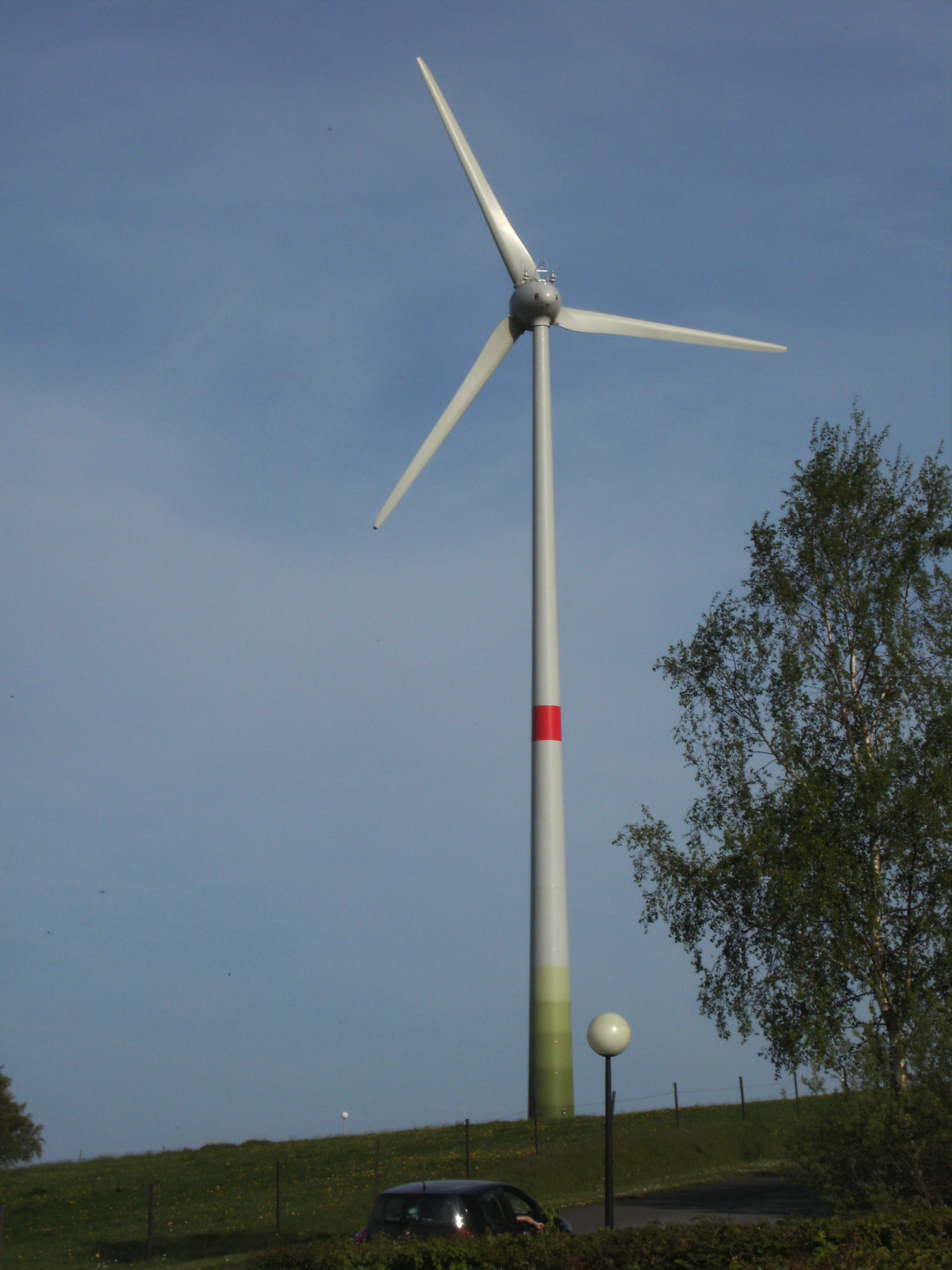
Éolienne.

## Hébergement et réception
Le domaine provincial de Chevetogne possède de nombreux restaurants, motels, chalets, gîtes, lieux de réception, maisons forestières, la fermette, la zone barbecues et le caravaning.
Le domaine lance en 2013 une bière blonde à son nom et organise des fêtes à thème durant la saison.

## Accueil de groupes
Le parc reçoit des excursions scolaires, des classes de forêt et organise aussi des portes ouvertes pour les enseignants.

## Écologie
Le domaine possède sa propre éolienne, sa maison passive, son champ de panneaux solaires et de cellules photovoltaïques. Il produit 50 % de ses besoins énergétiques.

## Accès en transports en commun
Outre la desserte erratique du bus scolaire 57/1 Ciney - Chevetogne - Leignon, l'entrée du domaine est située à 5 km de la gare d'Haversin.